# Pentarhizidium
Pentarhizidium – rodzaj w obrębie rodziny onokleowatych. Zaliczane są tu tylko dwa gatunki paproci występujących w Azji: pióropusznik wschodni Pentarhizidium orientale oraz Pentarhizidium intermedia. Wymienione gatunki są czasem włączane do rodzajów pióropusznik (Matteucia) czy Onoclea.

## Zastosowanie
Pióropusznik wschodni P. orientale uprawiany jest jako roślina ogrodowa.